# أغدا ألقاك
أغدا ألقاك هي أغنية ألفها الشاعر السوداني الهادي آدم، ولحنها محمد عبد الوهاب، وغنتها أم كلثوم عام 1971.

## الأغنية
هي الأغنية الوحيدة التي ألفها المؤلف السوداني الهادي آدم لأم كلثوم ولحنها محمد عبد الوهاب. غنتها أم كلثوم على دار الأوبرا في القاهرة عام 1971. من كلمات أغنية:
أغداً ألقاك
أغداً ألقاك يا خوف فؤادي من غدِ
يالشوقي واحتراقي في انتظار الموعد
آه كم أخشى غدي هذا وأرجوه اقترابا
كنت أستدنيه لكن هبته لما أهابا
وأهلت فرحة القرب به حين استجابا
هكذا أحتمل العمر نعيماً وعذابا
مهجة حرة وقلباً مسه الشوق فذابا
أغداً ألقاك
أنت يا جنة حبي واشتياقي وجنوني
أنت يا قبلة روحي وانطلاقي وشجوني
أغداً تشرق أضواؤك في ليل عيوني
آه من فرحة أحلامي ومن خوف ظنوني
كم أناديك وفي لحني حنين ودعاء
يا رجائي أنا كم عذبني طول الرجاء
أنا لو لا أنت لم أحفل بمن راح وجاء
أنا أحيا لغدِ الآن بأحلام اللقاء
فأت أو لا تأتي أو فإفعل بقلبي ما تشاء
أغداً ألقاك
هذه الدنيا كتابٌ أنت فيه الفكر
هذه الدنيا ليالٍ أنت فيها العمر
هذه الدنيا عيونٌ أنت فيها البصر
هذه الدنيا سماءٌ أنت فيها القمر
فارحم القلب الذي يصبو إليك
فغداً تملكه بين يديك
وغداً تأتلق الجنة أنهاراً وظلاّ
وغداً ننسى فلا نأسى على ماضٍ تولّى
وغداً نزهو فلا نعرف للغيب محلا
وغداً للحاضر الزاهر نحيا ليس إلا
قد يكون الغيب حلواً.. إنما الحاضر أحلى
أغداً ألقاك

## قصة الأغنية
«قصيدة الغد»:
- كلمات (الهادي آدم) وتعود قصتها إلى قيام الشاعر بحب إحدى الفتيات من عليا القوم وكان والدها من الأغنياء وكان يرفض الشاعر بصفته طبقه أقل من ابنته وبعد إلحاح الفتاة على والدها بأن يقوم بلقاء الشاعر حتى يحكم عليه بعيد عن المظهر وبعد طول عناء وافق الوالد على هذا اللقاء، وحينما علم الشاعر بهذا اللقاء لم ينم طول الليل وظل سهران أمام بيت حبيبته ينتظر هذا الموعد وفي تلك الليلة قام بتأليف تلك الكلمات الجميلة التي كانت تصف حالته.
- كل الشعراء كانوا يحلمون بأن تغني قصائدهم سيدة الغناء العربي أم كلثوم ويلحنها الموسيقار الكبير محمد عبد الوهاب، وعند زيارتها للخرطوم نهاية الستينات وبعد الاستقبال الكبير لها، قررت أن تغني قصيدة لأحد شعرائها، وكان أن وقع اختيارها على قصيدته الغد التي حولت اسمها إلى أغداً ألقاك وغنتها بالتوب السوداني في المسرح القومي أم درمان في الخرطوم عام 1968 وعام 1971 دار الأوبرا المصرية ليسمعها الجمهور العربي من الخليج إلى المحيط. وكانت سعادة الهادي آدم كبيرة بهذا العمل نشر ديوان كوخ الأشواق الذي صدر بالقاهرة عام 1966 وفيه قصيدته الشهيرة.

### قصة أخرى
القصيدة اسمها الأصلي في ديوان كوخ الأشواق هو الغد. فلم يكن الأستاذ الهادي يميل إلى ذكر المناسبة إلّا أنه شعر بضرورة ذكر المناسبة لفهم القصيدة. لكن لقصيدة رومانسية كالغد وغيرها كان يرى أن تظل بدون حتى همس بمناسبتها حتى تكون مِلكاً لكل من يسمعها، مُعبرة عنه ليشعر أنها قيلت عنه. هكذا كانت فلسفته.
لكن مناسبة وملابسات غناء أم كلثوم لها هو ما شابهه الكثير من اللبس والروايات غير الحقيقية.
عن اختيار أم كلثوم لها قال: زارت أم كلثوم السودان عام 1968 لتغني لمصلحة المجهود الحربي بعد النكسة في 1967 في إطار جولتها في عدد من الدول العربية للغرض ذاته، وقررت وقتها أن تغني لعدد من شعراء الدول العربية من بينها السعودية ولبنان، وعندما زارت السودان استقبلت استقبالا رسميا وشعبيا رائعا، ولذا اتخذت قرارا بأن تغني لأحد شعراء السودان، وبدأت تبحث في الشعر السوداني عبر قراءة عدد من الدواوين لشعراء سودانيين، فتم اختيار الغد من بينها.
بعدها نُسق لمقابلة الشاعر بكوكب الشرق وعبد الوهاب من خلال الاتصال بوزارة التعليم السودانية حيث اُخطر بواسطة الوزارة بهذا الطلب فتمت المراسلات وتم التنسيق لزيارة مصر وتم اللقاء. غير أن عبد الوهاب كانت له تعليقات لحنية تخص النص فقام الشاعر باجراء تعديلات على ما هو قائم وتم حذف أبيات وإضافة أخرى عبر عدة جلسات، ليخرج نص جديد مختلف نوعا ما عما كان في الديوان. وأخذ عبد الوهاب القصيدة ولحنها في لبنان واستغرق تلحينها عاماً كاملاً وأُجل غناءها لوفاة الرئيس عبد الناصر. ثم غنيت لأول مرة في 1971 بمسرح سينما قصر النيل بالقاهرة.